# Cymatium krebsii
Cymatium krebsii là một loài ốc biển săn mồi, là động vật thân mềm chân bụng sống ở biển trong họ Ranellidae, họ ốc tù và.

## Miêu tả
Chiều dài tối đa của vỏ ốc được ghi nhận là 92 mm.

## Môi trường sống
Độ sâu tối thiểu được ghi nhận là 2 m. Độ sâu tối đa được ghi nhận là 146 m.